# 51 (liczba)
51 (pięćdziesiąt jeden) – liczba naturalna następująca po 50 i poprzedzająca 52.

## 51 w nauce
- liczba atomowa antymonu
- obiekt na niebie Messier 51
- galaktyka NGC 51
- planetoida (51) Nemausa

## 51 w kalendarzu
51. dniem w roku jest 20 lutego. Zobacz też co wydarzyło się w 51 roku n.e.